# الن اشویرس
الن اشویرس (آلمانی: Ellen Schwiers; ۱۱ ژوئن ۱۹۳۰ – ۲۶ آوریل ۲۰۱۹) بازیگر تئاتر و بازیگر سینما اهل آلمان بود.
از فیلم‌ها یا برنامه‌های تلویزیونی که وی در آن نقش داشته‌است می‌توان به ۱۹۰۰، کلاه شاپو، و مغز اشاره کرد.
همچنین برندهٔ جوایزی همچون نشان افتخار شایستگی جمهوری فدرال آلمان شده‌است.